# Łożysko rzekome
Łożysko rzekome (łac. semiplacenta) – rodzaj łożyska, w którym kosmki łożyska jedynie powierzchownie wnikają w błonę śluzową macicy matki, w przeciwieństwie do głęboko wnikających i powodujących silne zespolenie kosmków łożyska prawdziwego. W efekcie podczas porodu śluzówka macicy pozostaje właściwie nienaruszona. Łożysko takie występuje między innymi u udomowionych zwierząt roślinożernych.